# AZ Андромеды
AZ Андромеды (лат. AZ Andromedae) — одиночная переменная звезда в созвездии Андромеды на расстоянии (вычисленном из значения параллакса) приблизительно 17583 световых лет (около 5391 парсека) от Солнца. Видимая звёздная величина звезды — от менее +14m до +10,2m.
Переменность звезды открыта С.И. Белявским в 1935 году и независимо от него П.П. Паренаго в 1938 году, Т.С. Мешковой в 1940 году и К. Хоффмайстером в 1940 году.

## Характеристики
AZ Андромеды — красная пульсирующая переменная звезда, мирида (M) спектрального класса M4. Эффективная температура — около 3402 K.